# Manoel Cláudio de Motta Maia
Manoel Cláudio de Motta Maia (Rio de Janeiro, 14 de setembro de 1902 – 18 de junho de 1978) foi um médico brasileiro.
Doutorado em medicina pela Faculdade de Medicina do Rio de Janeiro em 1923. Foi eleito membro da Academia Nacional de Medicina em 1934, sucedendo Álvaro de Paula Guimarães na Cadeira 22, que tem Cláudio Velho da Mota Maia como patrono.